# Premier Division (1979/1980)
Premier Division (1979/1980) – był to 83. sezon szkockiej pierwszej klasy rozgrywkowej w piłce nożnej. Sezon rozpoczął się 11 sierpnia 1979, a zakończył się 7 maja 1980. Brało w niej udział 10 zespołów, które grały ze sobą systemem „każdy z każdym”. Tytułu mistrzowskiego nie obronił Rangers. Nowym mistrzem Szkocji zostało Aberdeen, dla którego był to 2. tytuł mistrzowski w historii klubu. Tytuł króla strzelców zdobył Doug Somner, który strzelił 25 bramek.

## Zasady rozgrywek
W rozgrywkach brało udział 10 drużyn, walczących o tytuł mistrza Szkocji w piłce nożnej. Każda z drużyn rozegrała po 4 mecze ze wszystkimi przeciwnikami (razem 36 spotkań).

## Drużyny
| Uczestnicy poprzedniej edycji                                                                                 | Uczestnicy poprzedniej edycji | Uczestnicy poprzedniej edycji | Uczestnicy poprzedniej edycji |
| --- | ----------------------------- | ----------------------------- | ----------------------------- |
| CEL | Celtic                        | 1                             |                               |
| RAN | Rangers                       | 2                             |                               |
| DNU | Dundee United                 | 3                             |                               |
| ABR | Aberdeen                      | 4                             |                               |
| HIB | Hibernian                     | 5                             |                               |
| STM | St. Mirren                    | 6                             |                               |
| MOR | Greenock Morton               | 7                             |                               |
| PAR | Partick Thistle               | 8                             |                               |
| Awans z Scottish First Division 1978/1979                                                                     |                               |                               |                               |
| DNE | Dundee                        | 1                             |                               |
| KIL | Kilmarnock                    | 2                             |                               |
| Oznaczenia: - kolumna pierwsza – skróty nazw drużyn, - kolumna trzecia – miejsce zajęte w poprzednim sezonie. |                               |                               |                               |

## Stadiony
| Miasto     | Stadion             | Klub            | Pojemność |
| ---------- | ------------------- | --------------- | --------- |
| Aberdeen   | Pittodrie Stadium   | Aberdeen        | 20 866    |
| Dundee     | Dens Park           | Dundee          | 11 850    |
| Dundee     | Tannadice Park      | Dundee United   | 14 223    |
| Edynburg   | Easter Road Stadium | Hibernian       | 20 421    |
| Glasgow    | Celtic Park         | Celtic          | 80 000    |
| Glasgow    | Firhill Stadium     | Partick Thistle | 10 102    |
| Glasgow    | Ibrox Stadium       | Rangers         | 80 000    |
| Greenock   | Cappielow Park      | Greenock Morton | 11 100    |
| Kilmarnock | Rugby Park          | Kilmarnock      | 18 128    |
| Paisley    | St. Mirren Park     | St. Mirren      | 10 800    |

## Tabela końcowa
| Lp. | Drużyna         | M  | Z  | R  | P  | Bramki | Bramki | Różn. | Pkt | Uwagi                          |
| --- | --------------- | -- | -- | -- | -- | ------ | ------ | ----- | --- | ------------------------------ |
| 1   | Aberdeen (M)    | 36 | 19 | 10 | 7  | 68     | 36     | +32   | 48  | Puchar Europy • 1R             |
| 2   | Celtic (P)      | 36 | 18 | 11 | 7  | 61     | 38     | +23   | 47  | Puchar Zdobywców Pucharów • 1R |
| 3   | St. Mirren      | 36 | 15 | 12 | 9  | 56     | 49     | +7    | 42  | Puchar UEFA • 1R               |
| 4   | Dundee United   | 36 | 12 | 13 | 11 | 43     | 30     | +13   | 37  | Puchar UEFA • 1R               |
| 5   | Rangers         | 36 | 15 | 7  | 14 | 50     | 46     | +4    | 37  |                                |
| 6   | Greenock Morton | 36 | 14 | 8  | 14 | 51     | 46     | +5    | 36  |                                |
| 7   | Partick Thistle | 36 | 11 | 14 | 11 | 43     | 47     | −4    | 36  |                                |
| 8   | Kilmarnock      | 36 | 11 | 11 | 14 | 36     | 52     | −16   | 33  |                                |
| 9   | Dundee (S)      | 36 | 10 | 6  | 20 | 47     | 73     | −26   | 26  | Spadek do First Division       |
| 10  | Hibernian (S)   | 36 | 6  | 6  | 24 | 29     | 67     | −38   | 18  | Spadek do First Division       |

## Wyniki spotkań

### Mecze 1–18
| Gospodarz \ Gość | ABR | CEL | DNE | DNU | HIB | KIL | MOR | PAR | RAN | STM |
| Aberdeen         |     | 0:0 | 2:1 | 2:1 | 1:1 | 1:2 | 1:0 | 1:1 | 3:2 | 2:0 |
| Celtic           | 1:3 |     | 2:2 | 1:0 | 4:0 | 2:0 | 3:1 | 2:1 | 1:0 | 2:2 |
| Dundee           | 1:3 | 0:2 |     | 1:1 | 3:0 | 0:2 | 1:0 | 1:1 | 1:4 | 1:3 |
| Dundee United    | 1:1 | 3:0 | 2:0 |     | 1:0 | 0:0 | 2:0 | 0:0 | 0:0 | 0:0 |
| Hibernian        | 0:5 | 1:1 | 2:0 | 0:2 |     | 1:2 | 3:2 | 0:1 | 2:1 | 2:1 |
| Kilmarnock       | 1:3 | 1:1 | 1:1 | 0:0 | 3:1 |     | 0:2 | 0:1 | 1:0 | 1:1 |
| Greenock Morton  | 3:2 | 1:0 | 2:0 | 4:1 | 2:0 | 3:1 |     | 2:1 | 0:1 | 0:0 |
| Partick Thistle  | 1:1 | 1:1 | 3:0 | 2:2 | 1:0 | 1:1 | 0:1 |     | 4:3 | 1:2 |
| Rangers          | 2:2 | 1:1 | 1:0 | 2:1 | 1:0 | 1:0 | 3:1 | 0:0 |     | 1:2 |
| St. Mirren       | 1:1 | 0:0 | 2:1 | 2:1 | 2:0 | 3:1 | 2:2 | 3:0 | 4:1 |     |

Źródło: SPFL.co.uk
Objaśnienia:
1Drużyna gospodarzy jest wymieniona po lewej stronie tabeli.
Kolory: zielony – zwycięstwo gospodarzy, żółty – remis, różowy – zwycięstwo gości.

### Mecze 19–36
| Gospodarz \ Gość | ABR | CEL | DNE | DNU | HIB | KIL | MOR | PAR | RAN | STM |
| Aberdeen         |     | 1:2 | 3:0 | 0:3 | 3:0 | 3:1 | 1:2 | 1:1 | 3:1 | 2:0 |
| Celtic           | 1:2 |     | 3:0 | 2:2 | 3:0 | 5:0 | 3:2 | 5:1 | 1:0 | 3:1 |
| Dundee           | 0:4 | 5:1 |     | 1:0 | 2:1 | 3:1 | 4:3 | 2:2 | 3:1 | 4:1 |
| Dundee United    | 1:3 | 0:1 | 3:0 |     | 2:0 | 4:0 | 2:0 | 2:1 | 0:0 | 0:0 |
| Hibernian        | 1:1 | 1:3 | 5:2 | 0:2 |     | 1:1 | 1:1 | 2:1 | 1:3 | 0:2 |
| Kilmarnock       | 0:4 | 2:0 | 3:1 | 1:0 | 1:0 |     | 1:1 | 0:1 | 2:1 | 1:1 |
| Greenock Morton  | 1:0 | 0:1 | 1:1 | 0:0 | 1:1 | 1:2 |     | 1:3 | 0:1 | 2:1 |
| Partick Thistle  | 1:0 | 0:0 | 2:3 | 1:1 | 2:1 | 0:0 | 1:4 |     | 2:1 | 1:1 |
| Rangers          | 0:1 | 2:2 | 2:0 | 2:1 | 2:0 | 2:1 | 2:2 | 2:1 |     | 3:1 |
| St. Mirren       | 2:2 | 2:1 | 4:2 | 3:2 | 2:1 | 2:2 | 0:3 | 1:2 | 2:1 |     |

Źródło: SPFL.co.uk
Objaśnienia:
1Drużyna gospodarzy jest wymieniona po lewej stronie tabeli.
Kolory: zielony – zwycięstwo gospodarzy, żółty – remis, różowy – zwycięstwo gości.